# Domaine du manoir de Paradis
Le domaine du manoir de Paradis est un ensemble comprenant un manoir et son parc ainsi qu'une ruine, situés à Saint-Avertin (Indre-et-Loire).

## Historique
Le manoir est construit au XVIIe siècle sur le terrain d'un château du XVIe siècle. Il était l'habitation du régisseur du château.
Les ruines de ce château, situées au nord-ouest du parc, sont inscrites au titre des monuments historiques par arrêté du 18 juin 1962. Elles auraient inspiré Walter Scott  pour l'écriture de Quentin Durward.
Le parc est un site classé par arrêté du 21 mars 1958.